# بينارد ياو كوموردزي
بينارد ياو كوموردزي Bennard Yao Kumordzi (بالإنجليزية: Bennard Yao Kumordzi)‏، من مواليد 21 مايو 1985 في أكرا في غانا، لاعب كرة قدم غاني.
بدأ مسيرته الكروية مع نادي نوركوبينغ السويدي في عام 2005، وفي موسم 2005/2006 انتقل إلى نادي نوركوبينغ السويدي، ولعب معهم 14 مباراة وسجل هدفين، وفي موسم 2006/2007 انتقل إلى نادي إيغاليو اليوناني، وشارك معهم في 22 مباراة وسجل 5 أهداف، ومنذ عام 2007 وهو يلعب مع نادي بانيونيوس اليوناني.
و هو يلعب مع منتخب غانا لكرة القدم منذ عام 2007.

## روابط خارجية
- بينارد ياو كوموردزي على موقع قاعدة بيانات كرة القدم.إي يو (الإنجليزية)
- بينارد ياو كوموردزي على موقع ناشيونال فوتبول تيمز (الإنجليزية)
- بينارد ياو كوموردزي على موقع Soccerway.com (الإنجليزية)
- بينارد ياو كوموردزي على موقع عالم كرة القدم.نت (الإنجليزية)
- بينارد ياو كوموردزي على موقع AS.com (الإسبانية)